# Atlântico: revista luso-brasileira
Atlântico: revista luso-brasileira resultou do  Acordo Cultural Luso-Brasileiro assinado em 4 de Setembro de 1941, no Palácio do Catete, no Rio de Janeiro. Os dois subscritores, António Ferro, pelo lado português, na condição de diretor do Secretariado de Propaganda Nacional, e Lourival Fontes, do lado brasileiro, na condição de diretor do Departamento de Imprensa e Propaganda, assumiram igualmente a direção bicéfala desta revista, que pretendia reafirmar os pontos de contacto e de partilha entre os dois países.  A revista também mostrava ao mundo um Brasil humanista, fruto de miscigenação, e do longo colonialismo português levando-se a cabo a  publicação de  outros autores literários do Mundo Lusíada.

## Colaboradores
Portugueses
- Adolfo Simões Müller
- António Lopes Ribeiro
- António Quadros
- Aquilino Ribeiro
- Azinhal Abelho
- Carlos Queiroz
- Delfim Santos
- Diogo de Macedo
- Fernanda de Castro
- Fialho de Almeida
- Fidelino de Figueiredo
- Guilhermina de Azeredo
- Hernâni Cidade
- Jacinto do Prado Coelho
- Jorge de Sena
- José Blanc de Portugal
- José Régio
- Luís Amaro
- Luís Forjaz Trigueiros
- Luís Francisco Rebelo
- Manuel da Fonseca
- Maria Archer
- Maria da Graça Freire
- Maria Manuela Couto Viana
- Natércia Freire
- Orlando Ribeiro
- Reynaldo dos Santos
- Sena da Silva
- Sofia de Mello Breyner Andresen
- Vitorino Nemésio

Brasileiros
- Adalgisa Nery
- Afrânio Peixoto
- Alphonsus de Guimaraens Filho
- Álvaro Lins
- Carlos Drumond de Andrade
- Cecília Meireles
- Dinah Silveira de Queiroz
- Erico Veríssimo
- Graciliano Ramos
- José Lins do Rego
- Ligia Fagundes Teles
- Lila Ripoll
- Manuel Bandeira
- Mário de Andrade
- Rachel de Queiroz
- Ruth Guimarães
- San Tiago Dantas
- Tasso da Silveira
- Vinícius de Moraes

Outros
- Aguinaldo  Fonseca
- António Pedro
- Baltasar Lopes
- Castro Soromenho
- Clarice Lispector
- Daniel Filipe
- Jorge Barbosa
- Macario Santiago Kastner
- Manuel Lopes
- Osvaldo Alcântara (pseudónimo),
- Otto Maria Carpeaux
- Ruy Cinatti